# Vernon Ingram
Vernon Martin Ingram (19 mai 1924 - 17 août 2006) est un professeur germano-américain de biologie au Massachusetts Institute of Technology.

## Biographie
Ingram est né à Breslau sous le nom de Werner Adolf Martin Immerwahr, Basse-Silésie. Quand il a 14 ans, lui et sa famille quittent l'Allemagne nazie à cause de leur opposition au nazisme (étant juif) et s'installent en Angleterre. Il anglicise ensuite son nom en Vernon Ingram.
Pendant la Seconde Guerre mondiale, Ingram travaille dans une usine chimique produisant des médicaments pour l'effort de guerre et étudie la nuit au Birkbeck College de l'Université de Londres. Il obtient un baccalauréat en chimie en 1945 et un doctorat en chimie organique en 1949.
Après avoir obtenu son doctorat, Ingram travaille à des postes postdoctoraux à l'Université Rockefeller et à l'Université Yale. Chez Rockefeller, il travaille avec Moses Kunitz (en) sur la cristallisation des protéines. Pendant son séjour à Yale, il étudie la chimie des peptides avec Joseph Fruton. En 1952, Ingram retourne en Angleterre et commence à travailler au Laboratoire Cavendish de l'Université de Cambridge, étudiant la chimie des protéines.
En 1956, Ingram, John A. Hunt et Antony Stretton déterminent que le changement de la molécule d'hémoglobine dans la drépanocytose est la substitution de l'acide glutamique en position 6 de la chaîne β de la protéine normale par la valine. Ingram utilise l'électrophorèse et la chromatographie pour montrer que la séquence d'acides aminés des hémoglobines d'anémie humaine et drépanocytaire normales différait en raison d'un seul résidu d'acide aminé substitué. Une grande partie de ce travail est réalisé avec le soutien de Max Ferdinand Perutz et Francis Crick. Ingram remporte le Prix William-Allan de l'American Society of Human Genetics en 1967.
C'est la première fois qu'un chercheur démontre qu'un seul échange d'acides aminés dans une protéine peut provoquer une maladie ou un trouble. En conséquence, Vernon Ingram est parfois appelé "le père de la médecine moléculaire".
Ingram rejoint la faculté du MIT en 1958, avec l'intention de n'y rester qu'un an. Il se rend compte qu'il s'y plait tellement qu'il y reste. Au MIT, Ingram collabore avec Paul Marks de l'Université Columbia sur la recherche sur l'hémoglobine. Il s'intéresse également à l'hémoglobine embryonnaire et à ses différences avec celle des adultes.
Dans les années 1980, Ingram s'intéresse aux neurosciences et plus particulièrement à la maladie d'Alzheimer. Son intérêt est suscité par le travail que sa seconde épouse, Elizabeth (Beth), fait avec des personnes handicapées mentales dans la région de Boston. Elle a entendu dire que le syndrome de Down est une maladie des neurofilaments ; cela s'avère ne pas être la cause, mais il est noté que les personnes atteintes du syndrome de Down ont développé la maladie d'Alzheimer à l'âge de 40 ans.
Après sa retraite, Ingram poursuit ses recherches, en maintenant un petit laboratoire au MIT. Lui et sa femme, Beth, sont maîtres de maison d'Ashdown House au MIT pendant 16 ans. L'astéroïde 6285 Ingram est nommé en leur honneur. Ingram est directeur de l'Experimental Study Group, une communauté alternative d'éducation de premier cycle au MIT, de 1989 à 1999 . Il est élu à l'Académie nationale des sciences en 2002.
Ingram est décédé à Boston, Massachusetts, le 17 août 2006 des suites de blessures résultant d'une chute.